# Фландрен, Поль Жан
Поль Жан Фландрен (фр. Paul Jean Flandrin; 28 мая 1811, Лион — 8 марта 1902, Париж) — французский художник религиозной живописи, портретист, карикатурист, младший брат художника Ипполита Фландрена.

## Биография
Получил художественную подготовку в школе Сен-Пьер в Лионе, затем был учеником Энгра в Париже. Вначале писал исторические картины и пейзажи, но затем, после нескольких поездок по Франции и Италии, занялся исключительно ландшафтной живописью. Природа в его картинах почти всегда имеет идиллический характер, производит впечатление тишины и отрадности, хотя и отступает для этой цели от безусловной правды.
Был женат на дочери художника Александра Дегоффа Алине. У них родился сын, Жозеф Фландрен (1857—1939), который стал архитектором.

## Творчество
К числу пейзажей Фландрена, встреченных похвалою художественной критики, принадлежат:
- «Вид в Сабинских горах»
- «Группа дубов»
- «Папский дворец в Авиньоне» (1870)
- «Воспоминание о Дофине»
- «Долина в Бюжейских горах, в Энском департаменте»
- «Сосновый лес»
- «Нормандский хутор».

В крестильной капелле парижской церкви св. Северина этим художником написаны две стенные картины: «Проповедь Иоанна Предтечи» и «Крещение Господне».

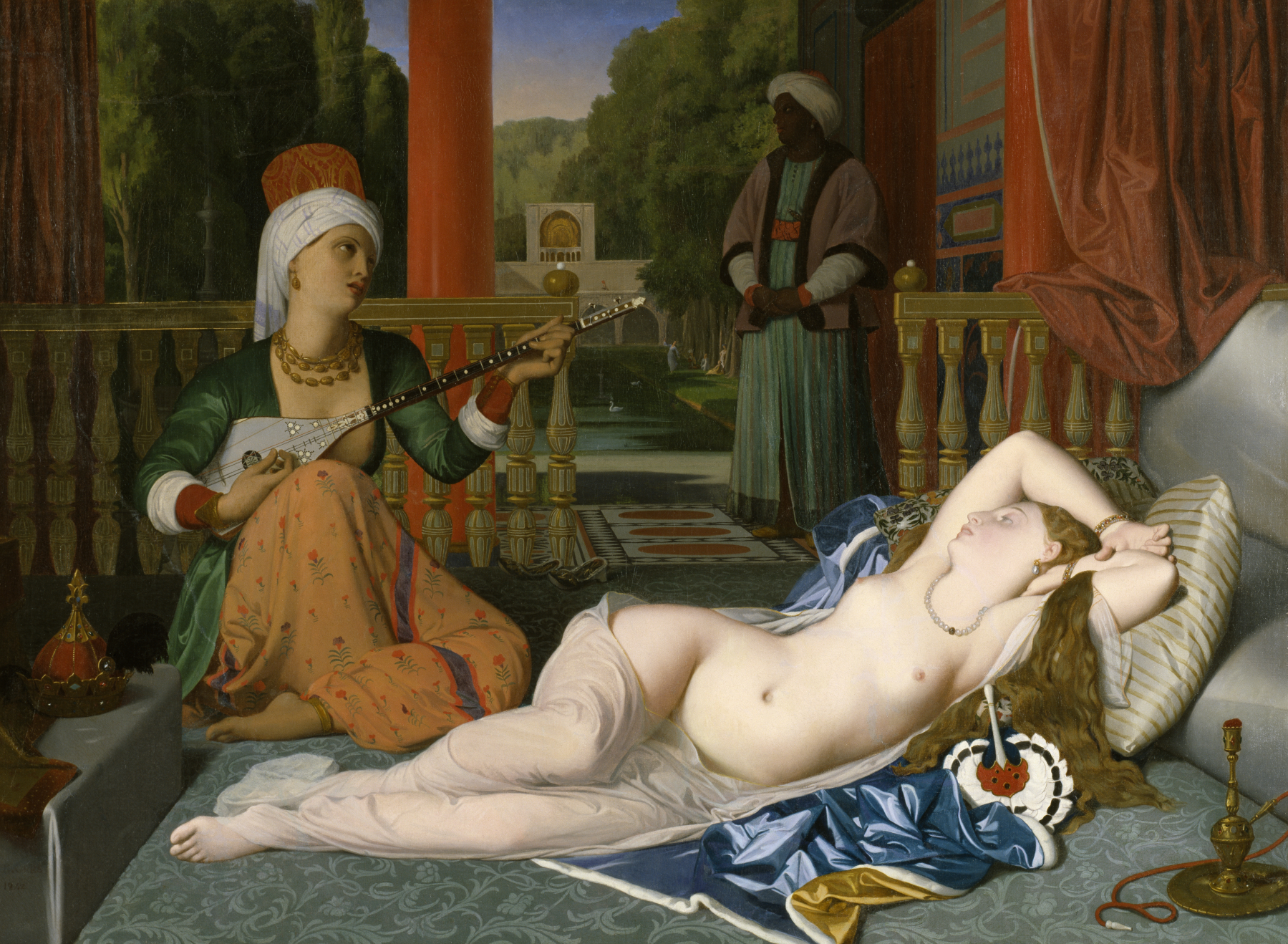
Одалиска с рабыней. 1842
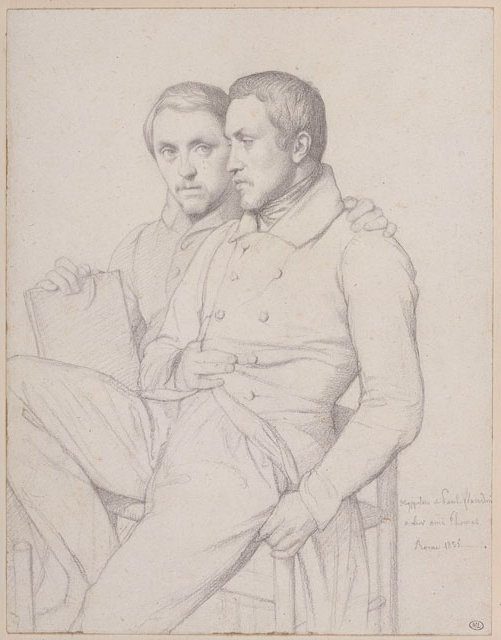
Двойной автопортрет Ипполита и Поля Фландрена. 1835
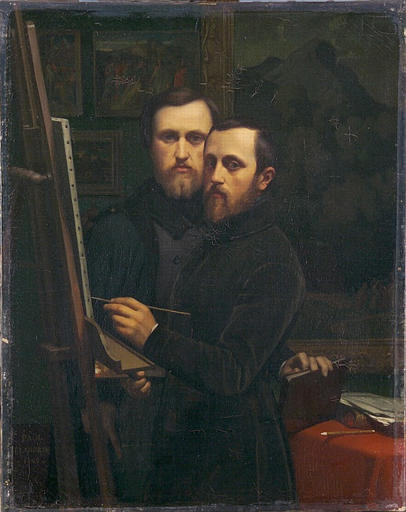
Портрет Поля и Ипполита Фландрена. 1842
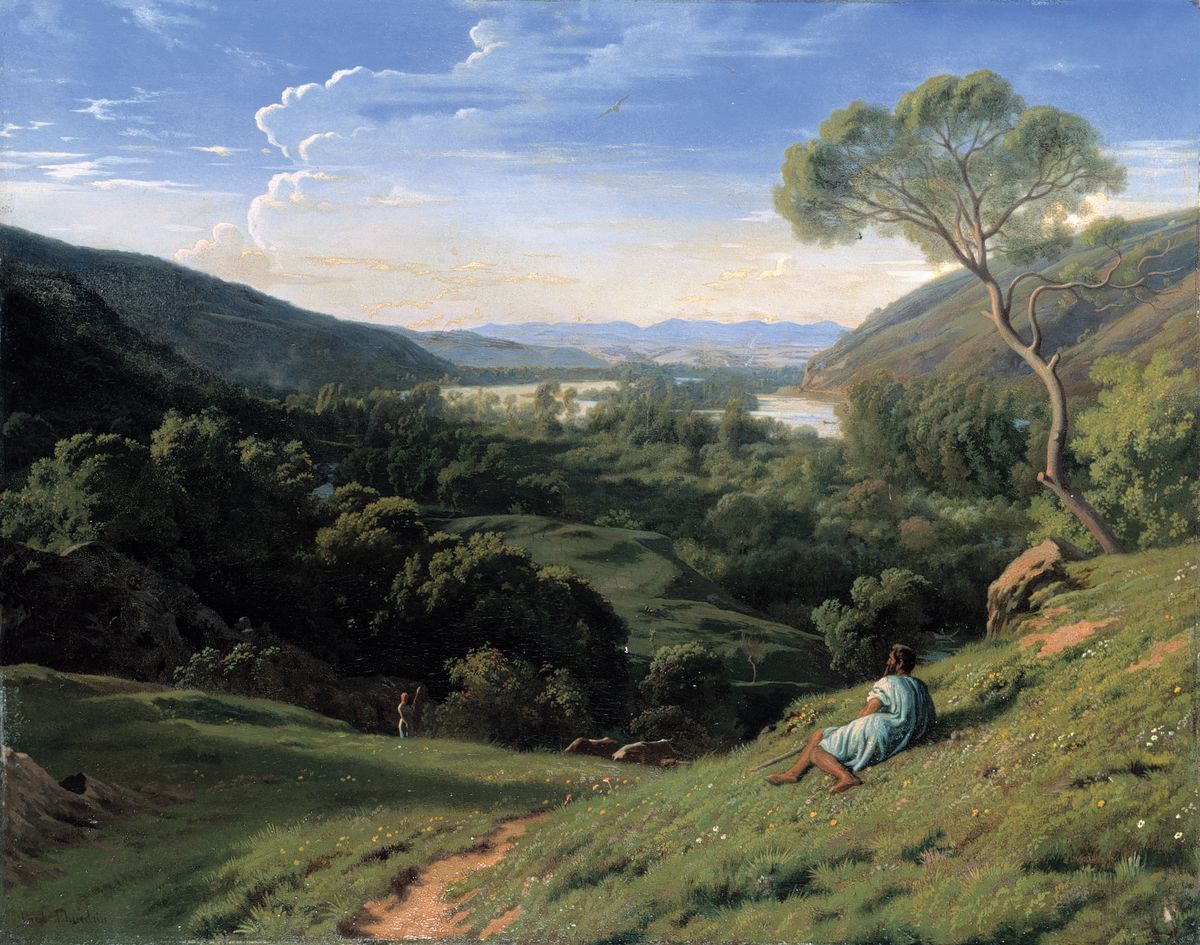
Берега Роны близ Вьена. 1855